# Flëur
Flёur — одеський гурт, що існував у 2000—2017 роках. Назва гурту вимовляється наближено до «фльор».

## Історія

### Початок

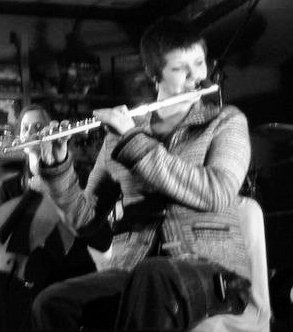
Юлія Земляна, флейтистка Flëur у 2000—2004.

11 березня 1999 року на Просто Раді.О у програмі «Атмосфера» прозвучало оголошення Ольги Пулатової про пошуки гітариста для її гурту «Аэроплан». Олена Войнаровська відгукнулася на це оголошення і познайомилася з Ольгою, але грати в «Аэроплан» вона не встигла, оскільки у грудні гурт розпався. Після того як Ольга дізналася, що Олена не тільки грає на гітарі, а також пише пісні, у неї виникла ідея нового спільного проєкту. У лютому 2000 року Ольга Пулатова та Олена Войнаровська почали проводити репетиції в домашніх умовах. Офіційно днем народження гурту вважається 8 березня 2000 року, коли окрім Ольги й Олени в групі з'явилася третя учасниця — флейтистка Юлія Земляна.
Назва гурту з'явилася у березні 2000 року, коли Ольга, Олена та Юлія сиділи в Ольги вдома і перебирали різні варіанти, серед яких звучали «Пираньи голодны», «Розариум», «Олеум-Элениум», «Мой Розовый Фашистик» та інші. Назву Flёur тоді придумала Юлія Земляна, але остаточно на цьому варіанті музиканти зупинилися вже безпосередньо перед першим концертом. Це слово поєднує у собі багато значень: Flёur — це квітка, цвіт в перекладі з французької, бодлерівські «Квіти зла», але також в російській мові у слова «Флёр» є ще одне значення, яке більше імпонує музикантам — серпанок, покрив таємничості.
Перший виступ Flёur відбувся 17 березня 2000 року на творчому вечорі програми «Атмосфера» в Одеському Будинку Актора, який організував Дмитро Вєков, який став артдиректором гурту і був ним впродовж всього часу його існування. На цьому концерті колектив виконав 6 пісень авторства Ольги Пулатової.
17 червня 2000 року Flëur дали свій перший сольний концерт. До складу гурту додалися віолончелістка Катерина Сербіна і перкусіоніст Владислав Міцовський, який згодом став адміністратором гурту. У цей день Flëur вперше виконали пісні авторства Олени Войнаровської. На цьому ж концерті було записано живе виконання пісень, які потім розповсюджувалися на CD під назвою «Почти живой».
10 листопада 2000 року відбувся третій виступ Flëur. До гурту приєднався ударник Олексій Ткачевський, який грає у ньому донині. На цьому концерті було записано другий концертний альбом під назвою «Сердце». Диски «Почти живой» і «Сердце» були випущені невеликим тиражем самим колективом і розповсюджувалися на їхніх перших концертах.

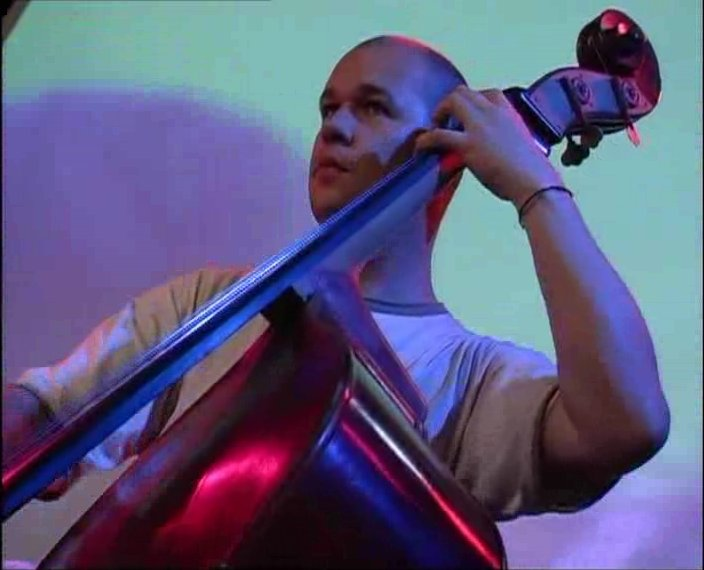
Віталій Дідик, контрабасист і басист Flëur у 2001—2009.

20 січня 2001 року Flëur зіграли свій перший концерт у Києві. На цьому заході разом з гуртом вперше виступив контрабасист Віталій Дідик.

### Французька трилогія
У травні 2001 року музиканти почали роботу над своїм дебютним студійним альбомом під назвою «Прикосновение». До гурту приєднався клавішник Олексій Довгальов.
Один з друзів учасників Flëur активно листувався з французьким інді-лейблом Prikosnovenie і вислав їм записаний у студії музичний матеріал. Французи запропонували учасникам гурту стати видавцем їхнього альбому. Вони не ставили музикантам ніяких умов, тому ті погодилися. Таким чином перший альбом було випущено у жовтні 2002 року на французькому лейблі Prikosnovenie, через місяць вийшло українське видання. У Франції диск був виданий під назвою «Prikosnovenie» та мав інше зведення, перекладені англійською назви пісень, а також іншу обкладинку. Самі пісні на диску не відрізнялися від українського видання. Згідно з контрактом, французьке видання продавалося в усьому світі, за винятком України, Росії та Білорусі.
Після французького релізу композиції гурту зазвучали в ефірі радіостанцій деяких західних країн, а амстердамське Radio 100 назвало їх альбом одним з десяти найяскравіших відкриттів року.
Дистрибуцією диску в Україні займався лейбл Lavina Music. У січні-лютому 2003 року альбом лідирував за продажами в одеських музичних магазинах.

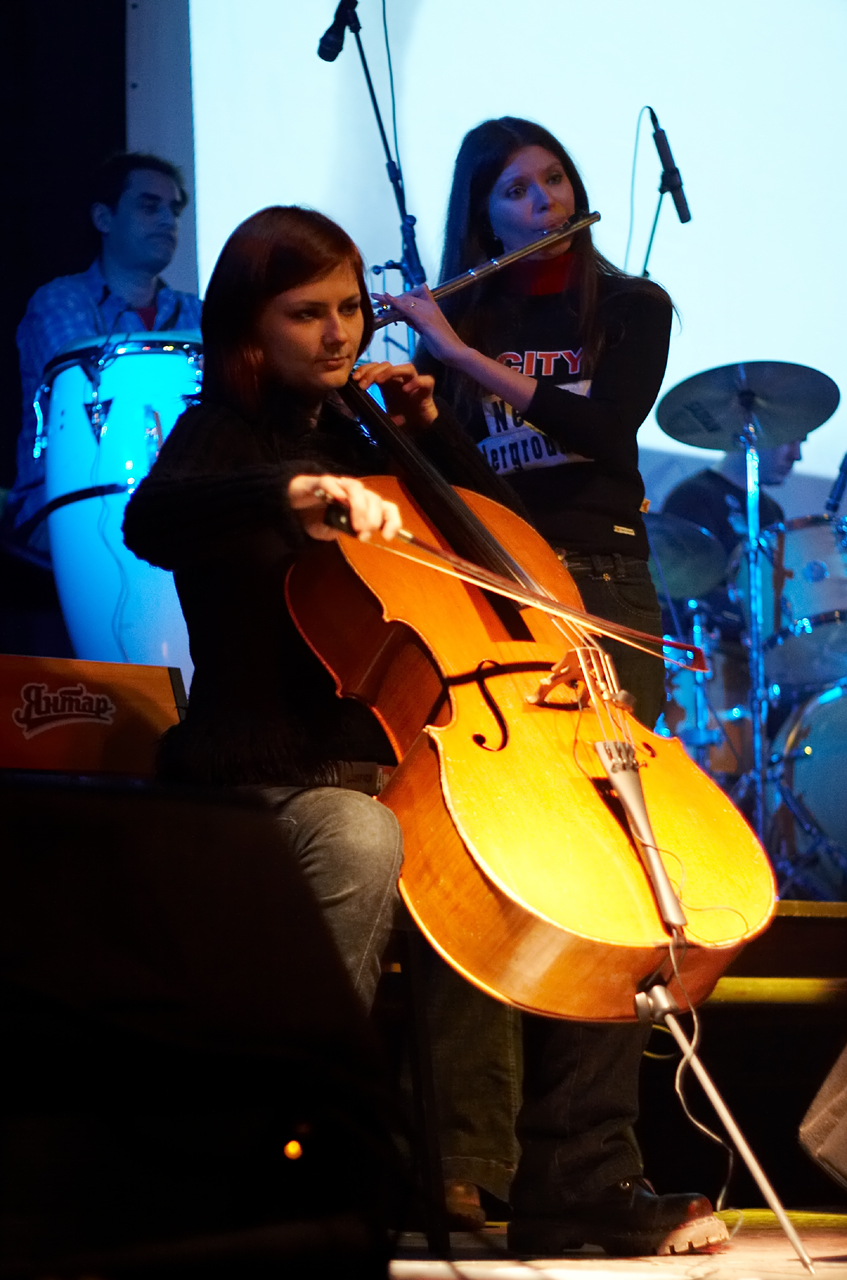
Зліва направо: Владислав Міцовський (перкусіоніст гурту у 2000—2010), Олександра Дідик (віолончелістка Flëur у 2002—2009), Алла Лужецька (флейтистка Flëur у 2004—2009).

2002 року музиканти починають роботу над своїм другим диском «Волшебство». До них приєднується скрипалька Анастасія Кузьміна. Катерина Сербіна залишає проєкт, на її місце приходить Олександра Дідик, дружина контрабасиста Віталія Дідика. На заміну Олексію Довгальову до гурту приєднується Катерина Котельникова, яка стає автором майже усіх аранжувань Flëur.
2003 року у гурту з'являється меценат — фонд мистецтв Володимира Філіппова.
Альбом «Волшебство» побачив світ восени 2003. Навесні 2004 року другий альбом Flëur поступив у продаж у Франції під назвою «Magic». Цього ж року було випущено перший триб'ют Flëur.
Пісня «Ремонт» з альбому «Волшебство» стала першою композицією гурту, на яку було знято професійний кліп. Його режисерами стали Олександр і Ігор Стеколенки.
«Сияние», третя студійна робота колективу, став останньою частиною так званої трилогії Flëur, що об'єднує перші три альбоми гурту. Запис диску проходив швидко, інколи навіть поспішно. Альбом «Сияние» був вперше представлений публіці на закритті театрального фестивалю «Київ травневий». Випуск диску «Сияние» у продаж відбувся у серпні 2004 року в Україні і 2005 року у Франції (під назвою «Siyanie»).
Цей альбом став останнім, який було випущено лейблом Prikosnovenie. За словами артдиректора гурту співробітництво було припинено через взаємні непорозуміння. Завдяки співробітництву з французьким видавцем, музика Flëur хоча й не стала комерційним хітом, але здобула прихильників у Європі та обох Америках. Гурт запрошували дати концерти у Голандії, Франції, Німеччині, Чилі та інших країнах, але через обмежені фінансові ресурси це так і не відбулося.
2004 року флейтистка Юлія Земляна покинула колектив і була замінена Аллою Лужецькою. З цього моменту склад Flëur не змінювався протягом 5 років.
Після виходу альбому «Сияние» гурт вперше відіграв концерти за межами України (середина 2005 року), взяв участь у російському музичному фестивалі «Пустые холмы», а також був запрошений на телеканал О2 ТВ (17 червня 2005) у програму «Брать живьем».

### Успіх
2006 року виходить новий альбом Flëur під назвою «Всё вышло из-под контроля». Диск планувався як експериментальний і мав відрізнятися від стилістики Трилогії. Команді довелося працювати у нових, жорсткіших умовах у новій студії, підкоритися ряду зовнішніх обмежень, через що не вдалося втілити усі свої задуми. Звучання цього альбому стало більш електронним і ближчим до комерційної поп-музики. Не в останню чергу це пов'язане з тим, що мастеринг альбому відбувався без участі музикантів. Деякі аранжування пісень з цього альбому вокалістка Flëur Олена Войнаровська назвала своєю особистою трагедією, а Ольга Пулатова охарактеризувала альбом як «зґвалтування попсою».
Незважаючи на це, альбом «Всё вышло из-под контроля» став одним з найуспішніших в історії гурту. Вперше композиції гурту потрапили у ротацію на радіо за межами України. Пісня «Шелкопряд» з альбому потрапила до хіт-параду Чартова Дюжина, трималася там декілька тижнів і дійшла до першого місця, а також потрапила до підсумкового річного хіт-параду «Нашого радіо». На церемонії вручення музичної премії «Чартова Дюжина» Flёur отримали приз «Взлом чарта» як найкраща нова група 2007 року. Як один з переможців премії гурт виступив на концерті в «Олімпійському», який також транслювався каналом Рен-ТВ. Також Flëur номінувався на премію FUZZ-2008 як найкращий новий гурт та на премію RAMP-2007 у номінаціях кліп року, відкриття року та хіт року.
На пісню «Искупление» з цього альбому було відзнято відеокліп, який потрапив в ефір музичних телеканалів, зокрема українського М1. Його режисером став Євген Тимохін, оператором Юрій Король.
На підтримку цього релізу Flёur здійснили наймасштабніше (на той час) в історії гурту концертне турне містами України, Росії і Білорусі.
У грудні 2007 року з'являється EP «Два облака», який включає новий хіт гурту — пісню «Тёплые коты» та передує виходу нового альбому. Також відбулося перевидання «Трилогії» у єдиному бокс-сеті разом з диском відеоартів і відеокліпів гурту.
Цього ж року виходить збірка найкращих пісень колективу «Флёрография», для визначення який було організовано голосування серед прихильників гурту на спеціально створеному сайті.
У квітні 2008 року виходить п'ятий альбом Flёur «Эйфория». Після спірного експериментального альбому «Всё вышло из-под контроля» гурт вирішив повернутися до манери перших записів, але на більш професійному рівні. Альбом «Эйфория» отримав більш рокове звучання ніж так звана трилогія чи попередній альбом, не в останню чергу завдяки тому, що серед музичних інструментів з'являється електрогітара. Цей альбом став першим, де гурт співпрацював зі звукорежисером Іллею Галушко і першим, яким музиканти були задоволені на 100 %.
Альбом «Эйфория» продовжив і розвинув успіх попереднього диску. Загалом п'ять пісень з альбому потрапило до хіт-параду Чартова Дюжина. 2008 року «Наше радіо» включило пісні «Тёплые коты» і «Мы никогда не умрём» з цього диску, разом з композиціями «Шелкопряд» і «Сегодня» з попереднього, у список номінантів на звання найкращої пісні десятиріччя.

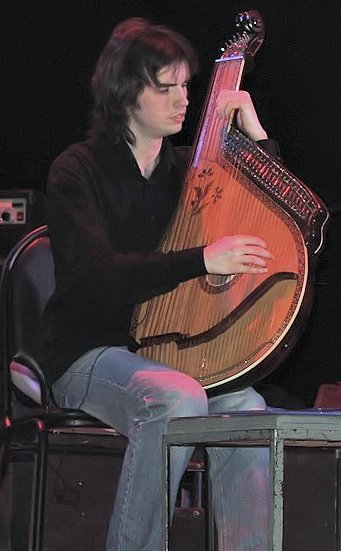
Георгій Матвіїв, бандурист Flëur у 2009—2010.

У листопаді 2008 року концертні записи «Почти живой» і «Сердце» 2000—2001 років були офіційно видані лейблом ЯОК Music.

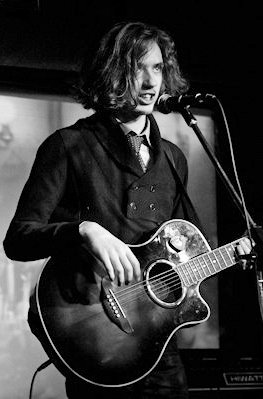
Євгеній Чеботаренко, басист гурту у 2009—2014

2009 року гурт покидають басист Віталій Дідик, віолончелістка Олександра Дідик і флейтистка Алла Лужецька. На заміну ним приходять басист Євген Чеботаренко і бандурист Георгій Матвіїв. Віолончель і флейта з цього часу перетворюються на сесійні інструменти. За словами лідерів гурту, зазвичай люди, що грали на акустичних інструментах у колективі, виконували ті партії, які для них писали Катя, Оля та Олена, але не привносили ніяких власних ідей, тому від них було вирішено відмовитися.

### Незалежність
У лютому 2010 року Flёur завершують запис шостого студійного альбому «Тысяча светлых ангелов», який надходить у продаж 18 квітня. Цей подвійний диск став першим, який гурт записав у рідному місті Одеса та на власному лейблі Cardiowave. Також альбом став першим, який гурт випустив у цифровому форматі на сайті Kroogi.com, який працює за моделлю «pay what you want», тобто користувач може сам вирішувати, скільки він платить за музику.

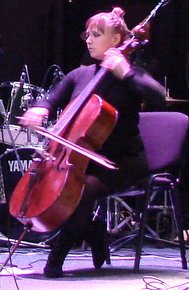
Людмила Карецька, віолончелістка Flëur у 2010—2011.

2010 року гурту Flёur виповнилося 10 років. Восени музиканти вирушають у новий міжнародний тур, присвячений цій річниці. У цьому турне також беруть участь віолончелістка Людмила Карецька, перкусіоніст Владислав Міцовський, гітаристи Андрій Басов і Павло Голубовський.
24 січня 2011 року у теракті в Москві гине подруга Олени Войнаровської драматург Анна Яблонська. У пам'ять про неї Олена пише пісню, яку записує у домашній студії і наступного дня викладає для вільного розповсюдження в інтернет.
У квітні 2011 року Flёur вирушають у турне під назвою Flёurescent, представляючи програму з невиданих і раритетних пісень в українських і російських містах. У липні колектив виступає на закритті фестивалю «Зов Пармы» у Росії. У серпні команда повертається в Одесу, де бере участь у фестивалі «Інтерференція», організованому лейблом Cardiowave.
17 серпня 2011 року німецький історик і письменник Олександр Вербицький повідомляє, що пише книгу про цей музичний гурт.
Восени 2011 року гурт вирушає у тур, де виконує нові пісні, а у листопаді приступає до запису наступного альбому, який виходить на початку весни 2012 року й отримує назву «Пробуждение». До альбому увійшли пісні, які виконувалися впродовж осіннього концертного туру гурту, дві нових пісні та дві пісні зі старого репертуару. Альбом «Пробуждение» став першим для Flёur, у створенні якого могли брати активну участь прихильники музикантів, як за допомогою грошових пожертв, так і залучившись до визначення трек-ліста. Також «Пробуждение» став першим в історії Flëur альбомом, виданим на вініловій платівці (накладом 200 копій).

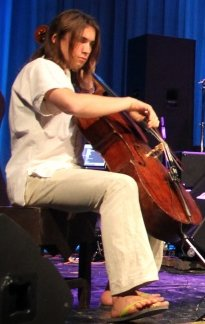
Олексій Полтавченко, віолончеліст гурту у 2012—2014

У березні 2012 року музиканти розпочинають масштабний тур з презентацією нової роботи у різних містах України, Росії і Білорусі. Під час нього до них приєднується віолончеліст Олексій Полтавченко.

### Творча перерва і розпад
Після турне на підтримку альбому «Пробуждение» Flёur оголосили про творчу перерву, яка затягнулася на півтора роки. Цей час деякі учасники колективу присвятили роботі в особистих проєктах. У листопаді 2012 року вийшов альбом «Вальсирующие во тьме» у рамках проєкту МРФ однієї з вокалісток Flёur Олени Войнаровської. У серпні 2013 року вона записала пісню «Оберег» спільно з гуртом «Магелланово Облако» і пісню «Божья коровка» разом з Сашком Пікульським у рамках спільної акції з благодійним фондом допомоги хворим дітям «Пчёлка». Співробітництво з фондом проявилось також у проведенні двох благодійних концертів 1 грудня 2012 року і 20 квітня 2013 року, усі кошти від яких були перераховані на допомогу важкохворим дітям.
З 14 лютого по 30 квітня 2013 року гурт проводив акцію збору коштів на випуск альбому Эйфория на вінілі. Частина грошей за традицією була перерахована на благодійність.
Восени 2013 року гурт поновив концерну діяльність турне містами Росії, Білорусі та України, хоча і не в повному складі — одна з солісток Олена Войнаровська не брала участі у виступах за станом здоров'я.
У січні 2014 року «Наше радіо» включило 2 пісні гурту до свого хіт-параду 500 найкращих пісень усіх часів. Пісня «Шелкопряд» посіла 244-те місце, а «Теплые коты» — позицію № 353.
На початку 2014 року також було оголошено про весняний концертний тур «Дыхание», до якого було випущено сингл «Знаки». Після закінчення туру музиканти зайнялися студійною роботою над своїм восьмим альбомом під назвою «Штормовое предупреждение», який виходить восени на компакт-дисках та вінілі. За традицією гроші на видання альбому гурт збирав у рамках краудфандингової акції, яка тривала з 1 червня по 15 вересня 2014 року. Восени 2014 року відбувся концертний тур на підтримку цього релізу, під час якого гурт виступав у повному складі.
2015 року через вагітність вокалістки Ольги Пулатової гурт відіграв лише два сольні концерти у Києві та Харкові з ретроспективою старих пісень. 2016 року відбулися концерти у Києві та Харкові, а також виступи на фестивалях «Файне місто» (Тернопіль), «Atlas Weekend» (Київ), «Котофест» (Одеса). На «Котофесті» Flёur грали разом з колишньою учасницею гурту флейтисткою Аллою Лужецькою.
Під час нової паузи у діяльності Flёur, яка припала на 2015—2016 роки, учасники гурту займалися власними проєктами. Олена Войнаровська видала збірку віршів «Тонкие травинки» та записала сольний альбом «Присутствие», а Андрій Басов разом з ЛПН — альбом «В духе времен». Навесні 2016 року менеджмент гурту заявляв, що загалом за наступні півтора року планується видати чотири сольні альбоми музикантів гурту, але вихід нового альбому Flёur не передбачається. Олена Войнаровська, Ольга Пулатова, Андрій Басов та інші учасники Flёur активно гастролювали разом з власними проєктами.
У березні 2017 року гурт заявив про свій розпад. Травневий концертний міні-тур 2017 року став останнім в історії гурту, випуск нових альбомів не планується. Водночас учасники гурту заявили, що планують продовжувати займатися музичною творчістю, але вже сольно.
Влітку 2017 року учасники Flёur влаштували благодійний аукціон, на якому були розпродані речі, пов'язані з історією гурту: концертні сукні і прикраси солісток, афіші, квитки на перші концерти тощо. Отримані кошти було перераховано на лікування хворої дівчини.
8 березня 2022 року гурт випустив сингл «Осколки», куди увійшли студійні записи пісень «Колыбельная для взрослых» і «Кома», які були зроблені 2006 року, але не видавалися раніше.
У листопаді 2023 року було видано збірку старих композицій гурту «Флёрография II» з ремастерингом Сергія Ломановського.

## Стиль музики
Музичні критики розійшлись у поглядах, визначаючи стиль музики гурту. У різних статтях і рецензіях музику Flёur описували як неокласика, дарквейв, етереал-вейв, heavenly voices, готичний рок, ембієнт, неофолк, дрім-поп, рок, інді-рок, артпоп, фолк, поп, етнічна музика, фолк-рок, бардівська пісня, психоделіка, румба, пост-рок, шугейз, психофолк, авторська пісня, акустична готика, симфо-рок, бароко-поп. Французький видавець Flёur описував їх творчість як близьку до музики гуртів Cocteau Twins, Bel Canto, All About Eve.
Самі музиканти визначають свій жанр як cardiowave, тобто «хвиля, що йде від серця».

## Логотип гурту

Лого Flёur

Логотип Flёur виглядає як чотири серця, переплетених у вигляді квітки. Його автором є артдиректор гурту Дмитро Вєков, який створив його до першої річниці колективу. Чотири серця символізують чотирьох осіб, зі співробітництва яких виріс проєкт Flёur: Ольгу Пулатову, Олену Войнаровську, Дмитра Вєкова і Владислава Міцовського.

## Учасники гурту в інших музичних проєктах
Впродовж усього часу його існування більшість учасників гурту були задіяні не лише у Flëur, але й у інших музичних проєктах.
Ольга Пулатова раніше була вокалісткою та автором пісень у проєктах «Аероплан» та «Оля і Монстр» (наразі вони вже не існують), а також співпрацювала з проєктом «Dust Heaven», у якому до 2005 року виконувала роль автора текстів, музики та була виконавицею пісень. Також Ольга співпрацювала з московською пост-рок групою «Verba», з якою записала альбом і декілька синглів.
Олена Войнаровська, Олексій Ткачевський, Катерина Котельникова та Анастасія Кузьміна були задіяні у проєктах «МРФ» та англомовному «Amurekimuri».
Алла Лужецька та Анастасія Кузьміна були учасницями проєкту «Таємний інститут мозку».
Юлія Земляна була задіяна у проєктах «Аддарая» та «Inversus».
Олексій Довгальов був учасником проєктів «МРФ» та «Amurekimuri», а також очолює власний колектив «The Клюквінs».

## Склад

### Склад на момент розпаду

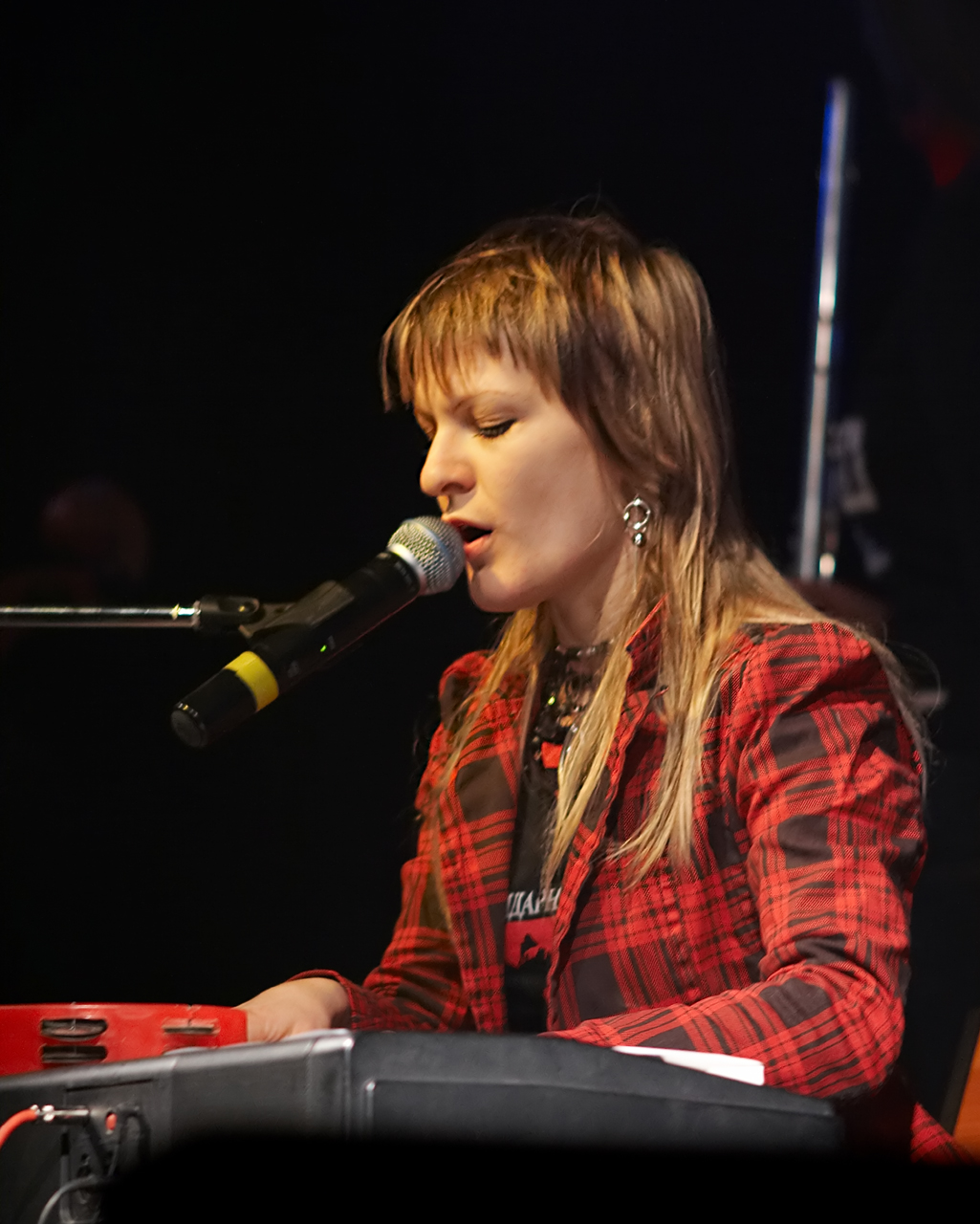
Ольга Пулатова
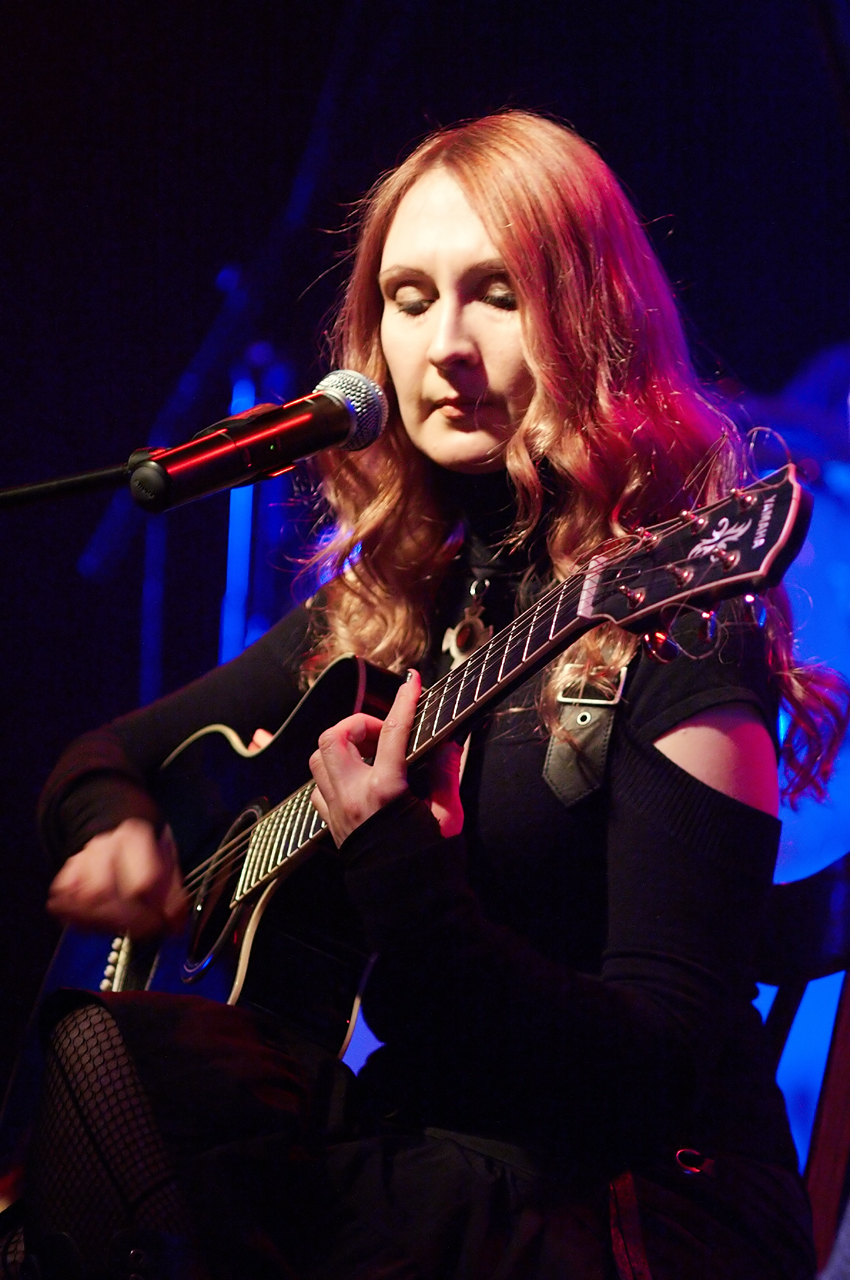
Олена Войнаровська
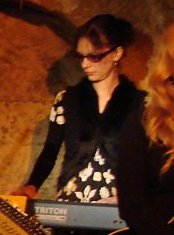
Катерина Котельнікова
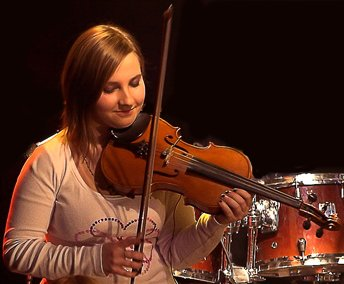
Анастасія Кузьміна
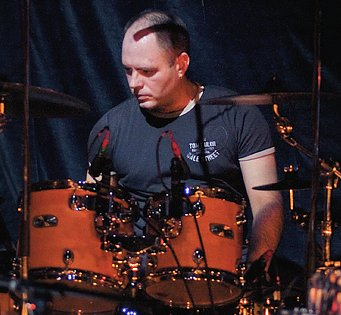
Олексій Ткачевський
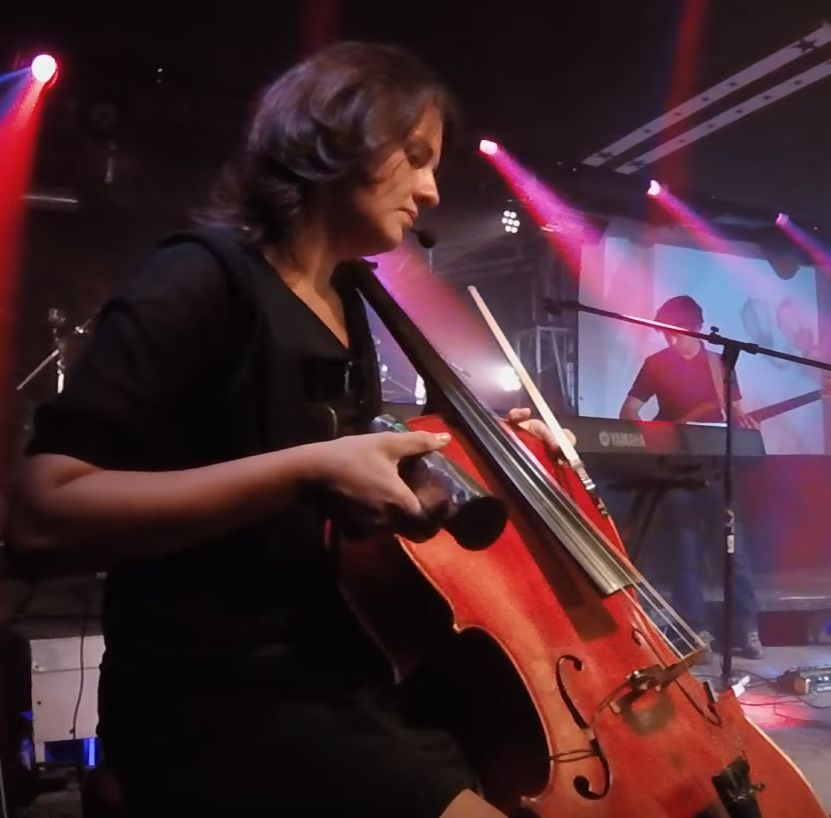
Катерина Боровцова
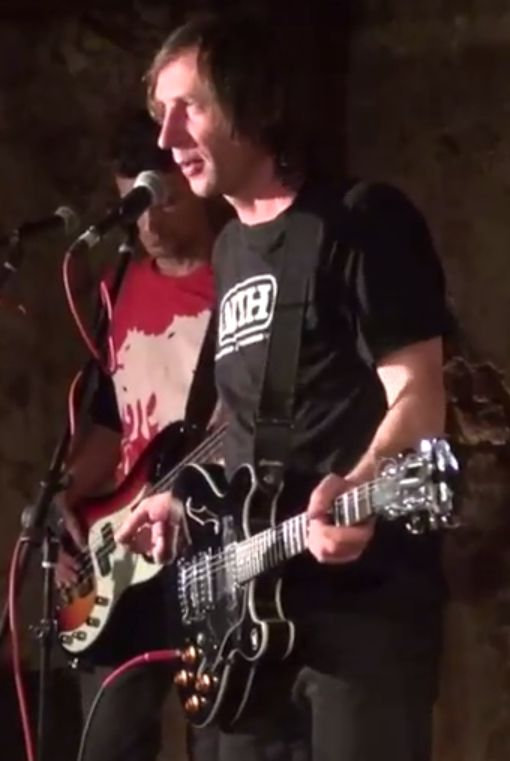
Андрій Басов
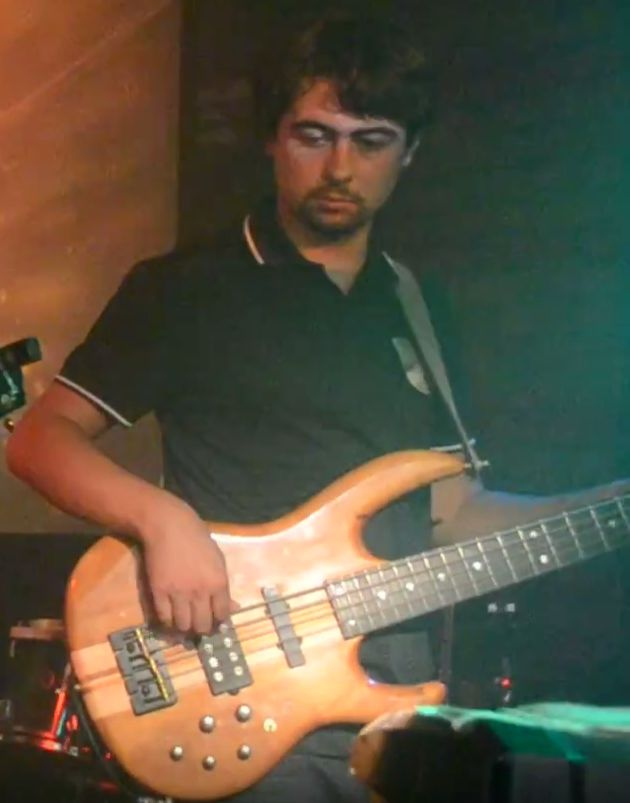
Олег Митрофанов

- Ольга Пулатова — синтезатор, вокал, автор пісень (2000—2017)
- Олена Войнаровська — гітара, вокал, автор пісень (2000—2017)
- Катерина Котельникова — синтезатор, бек-вокал (2002—2017)
- Олексій Ткачевський — ударні (2000—2017)
- Анастасія Кузьміна — скрипка (2002—2017)
- Андрій Басов — електрогітара (2010—2017, з перервами)
- Катерина Боровцова — віолончель (2015—2017)
- Олег Митрофанов — бас-гітара (2014—2017)

### Колишні учасники
- Юлія Земляна — флейта (2000—2004)
- Катерина Сербіна — віолончель (2000—2002)
- Олексій Довгальов — синтезатор, акустична гітара (2001—2002)
- Віталій Дідик — контрабас (2001—2009)
- Олександра Дідик — віолончель (2002—2009)
- Алла Лужецька — флейта (2004—2009)
- Владислав Міцовський — перкусія (2000—2010 з перервами)
- Георгій Матвіїв — бандура (2009—2010)
- Людмила Карецька — віолончель (2010—2011)
- Олексій Полтавченко — віолончель (2012—2014)
- Євгеній Чеботаренко — бас-гітара (2009—2014)
- Олексій Козміді (Alex Kozmidi) — бас-гітара, гітара (2000—2001)

## Дискографія

### Студійні альбоми
- 2002 — Прикосновение
- 2003 — Волшебство
- 2004 — Сияние
- 2006 — Всё вышло из-под контроля
- 2008 — Эйфория
- 2010 — Тысяча светлых ангелов
- 2012 — Пробуждение
- 2014 — Штормовое предупреждение

### Концертні альбоми
- 2008 — Почти живой/Сердце — видання концертних записів 2000—2001 років

### Сингли
- 2007 — Два облака
- 2014 — Знаки
- 2022 — Осколки

### Збірки
- 2007 — Флёрография
- 2023 — Флёрография ІІ

### Демо-записи
- 2001 — Специальное предновогоднее издание
- 2001 — Золотые воды Ганга

### Відео
- 2001 — VHS з концерту у Києві Kiev 20.01.2001[73]
- 2004 — Відеокліп «Ремонт»
- 2005 — відеодиск з «Трилогії»[74]
- 2006 — Відеокліп «Искупление»